# Surius Vallis
La Surius Vallis è una struttura geologica della superficie di Marte.